# Corynoneura elongata
Corynoneura elongata är en tvåvingeart som beskrevs av Freeman 1953. Corynoneura elongata ingår i släktet Corynoneura och familjen fjädermyggor.
Artens utbredningsområde är Zimbabwe. Inga underarter finns listade i Catalogue of Life.